# Gabriel Ascherham
Gabriel Ascherham († 1545) war ein deutscher Täufer und Gründer der nach ihm benannten Gabrieler in Mähren und Schlesien.

## Leben
Ascherham stammte aus Nürnberg und lebte später in Schärding bei Passau. Von Beruf war er Kürschner. In Schärding schloss sich Ascherham der radikal-reformatorischen Täuferbewegung an und wurde bereits nach kurzer Zeit zu einem ihrer Prediger gewählt. Kurze Zeit später emigrierte Ascherham nach Schlesien, wo er in Glogau, Breslau und Glatz neue Täufergemeinden gründete. Nachdem 1528 auch in Schlesien die Verfolgung der Täuferbewegung zunahm, übersiedelte Ascherham mit einer Gruppe schlesischer Täufer ins mährische Rossitz, wo sie zeitweise mit einer von Philipp Plener geführten Täufergruppe aus Schwaben, Hessen und der Pfalz zusammen lebten. Die nach Philipp Plener Philipper genannten Täufer übersiedelten jedoch schon 1530 ins nahe Auspitz, wo kurz danach auch eine Gruppe Tiroler Täufer (die späteren Hutterer) Zuflucht gefunden hatte. 1531 bildeten diese drei kommunitär lebenden Täufergruppen einen losen Zusammenschluss mit zusammen etwa 4000 Gemeindegliedern. Zwei Jahre später jedoch trennten sich die drei Gruppen wieder und entwickelten sich in den folgenden Jahren als eigenständige täuferische Denominationen. Nachdem es 1535/36 auch in Mähren eine kürzere Verfolgungswelle und entsprechende Ausweisungsmandate gegeben hatte, übersiedelte Ascherham mit einem Teil seiner Gemeinde wieder nach Schlesien, wo sie unter anderem in Rauden und Wohlau Aufnahme fanden. In den folgenden Jahren verfasste Ascherham mehrere Polemiken gegen Jakob Hutter und die Hutterer. Im Jahr 1544 publizierte er mit Unterschied göttlicher und menschlicher Weisheit seine Hauptschrift. In dieser schloss Ascherham die Kindertaufe nicht mehr aus und entfremdete sich so von einem Teil seiner eigenen Gemeinde, so dass er in seinen letzten Lebensjahren auch als Hirte ohne Herde beschrieben wurde. In Hinblick auf das Abendmahl sprach sich Ascherham gegen den in der Täuferbewegung verbreiteten symbolhaften Ansatz aus und näherte sich hier späteren Positionen Calvins an. Ascherham starb schließlich ein Jahr nach Erscheinen seiner Hauptschrift. Sein Sterbeort ist unbekannt geblieben. Wahrscheinlich handelte es sich um eine Stadt an der polnisch-schlesischen Grenze (eventuell Fraustadt).